# 埃尔斯特贝格
埃尔斯特贝格（德語：Elsterberg，發音：[ˈɛlstɐˌbɛʁk] ⓘ）是德国萨克森州福格特兰县的城市，面积25.1平方千米，2023年12月31日人口为3,701人。